# Hydnellum peckii
Hydnellum peckii は、マツバハリタケ科チャハリタケ属に属するキノコである。
日本では、和名が無い為、ハイドネリウム・ピッキーとも呼ばれているがこれは誤りで正しくは、ヒドネルム・ペッキー(もしくは、ヒドネラム・ペッキー)である。

## 特徴
毒キノコではないが、非常に苦いため食用には適さない。
子実体の下面から垂れ下がる歯状の突起の表面から胞子を放出する。北米、ヨーロッパに分布し、近年イラン（2009年）や韓国（2010年）においても発見された。菌根菌であり、様々な針葉樹と相利共生の関係を結んでいる。子実体は典型的には縁の白い漏斗型のかさを持つが、その形の多様性は高い。若く、湿潤な子実体は鮮やかな赤い液体を漏出する。この液体に含まれる色素にはヘパリン様の凝固抑制能があることが知られている。若い子実体の外見は特異であるが、成熟するにつれて茶色く、目立たなくなっていく。
他のキノコを形成するあらゆる菌類同様、子実体は適切な温度、湿度、栄養などの条件がそろったときに菌糸体から生み出される生殖器官である。かさの下面はひだや穴ではなく、歯状の構造を持つ。近接して育った子実体はしばしば癒合して一つになる。高さは大きいもので10.5cmにもなる。若く湿った子実体は非常によく目立つ、濃厚で赤い液体を垂れ流す。
かさの表面は凸または平坦で、ややでこぼこしており時に中心部が少しへこんでいる。表面を密に覆う毛様の構造はフェルトやベルベットのような手触りを与える。これらの毛は成熟とともに抜け落ち、やがて表面はなめらかになる。かさの形は丸に近いものから不規則なものまで様々で、凡そ幅4～10cm、癒合の結果によっては20cmにも達する。かさは初め白っぽく、やがてやや茶色っぽくなり、傷ついた部分は暗褐色から黒色のシミになる。成熟するにつれ、かさの上部の表面は繊維質で硬く、ささくれ立ち、でこぼこで灰褐色になる。内部は薄いピンク交じりの褐色である。

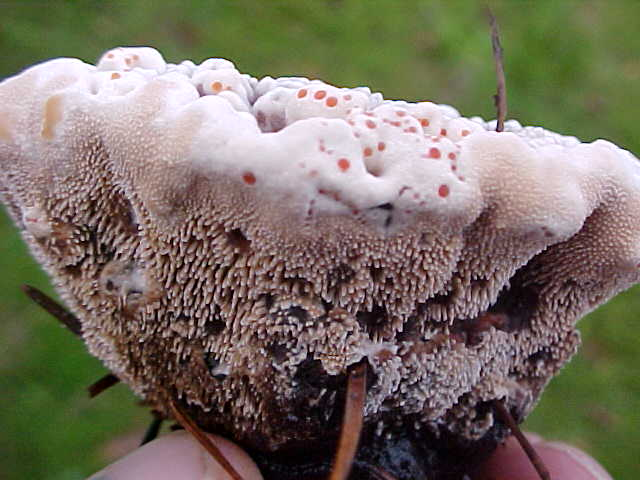
かさの下面を覆う「歯」は胞子の産生に特化した構造である

歯状の突起は細く、円錐型で先細りし、5mmよりも短く、かさの縁に近づくほど短くなる。一平方ミリメートルあたり3-5本が密集している。初めは紅白色で、成熟するにつれ灰褐色になる。柄は太く、短く、しばしばねじけている。地表付近は球状に膨らんでおり、地中に数センチ埋まっていることもある。全長5cm、太さ1～3cmになることもあるものの、地上に見えているのは0.1～1cmである。上部はかさの下面を覆っているのと同じ突起に覆われている一方、下部は毛羽立っていてしばしば地中のごみを内包している。子実体のにおいは「やや不快」などと言われる。本種を記載したバンカーはヒッコリーの実に似ていると表現している。

### 類似種
Hydnellum diabolus は非常によく似た外見を持つため、時に H. peckii のシノニムとみなされる。H. diabolus は H. peckii にはない甘く強い芳香があると言われる。2種の違いは成熟するとより明らかになる。H. diabolus は不規則に太くなった柄を持つのに対し、H. peckii の柄は「明瞭なスポンジ質の層」により太くなっている。加えて古い H. peckii のかさがなめらかであるのに対し、H. diabolus はビロード毛に覆われている。関連種H. pineticola も若く湿潤であるとピンク色の液滴を垂れ流す。北アメリカ北東部の針葉樹の下でよく見つかる H. pineticola は「不快な味」ではあるが刺激性はない。子実体は他個体と癒合するよりも単独で生育しがちで、H. peckii のような球状の柄は持たない。

## 生息地と分布

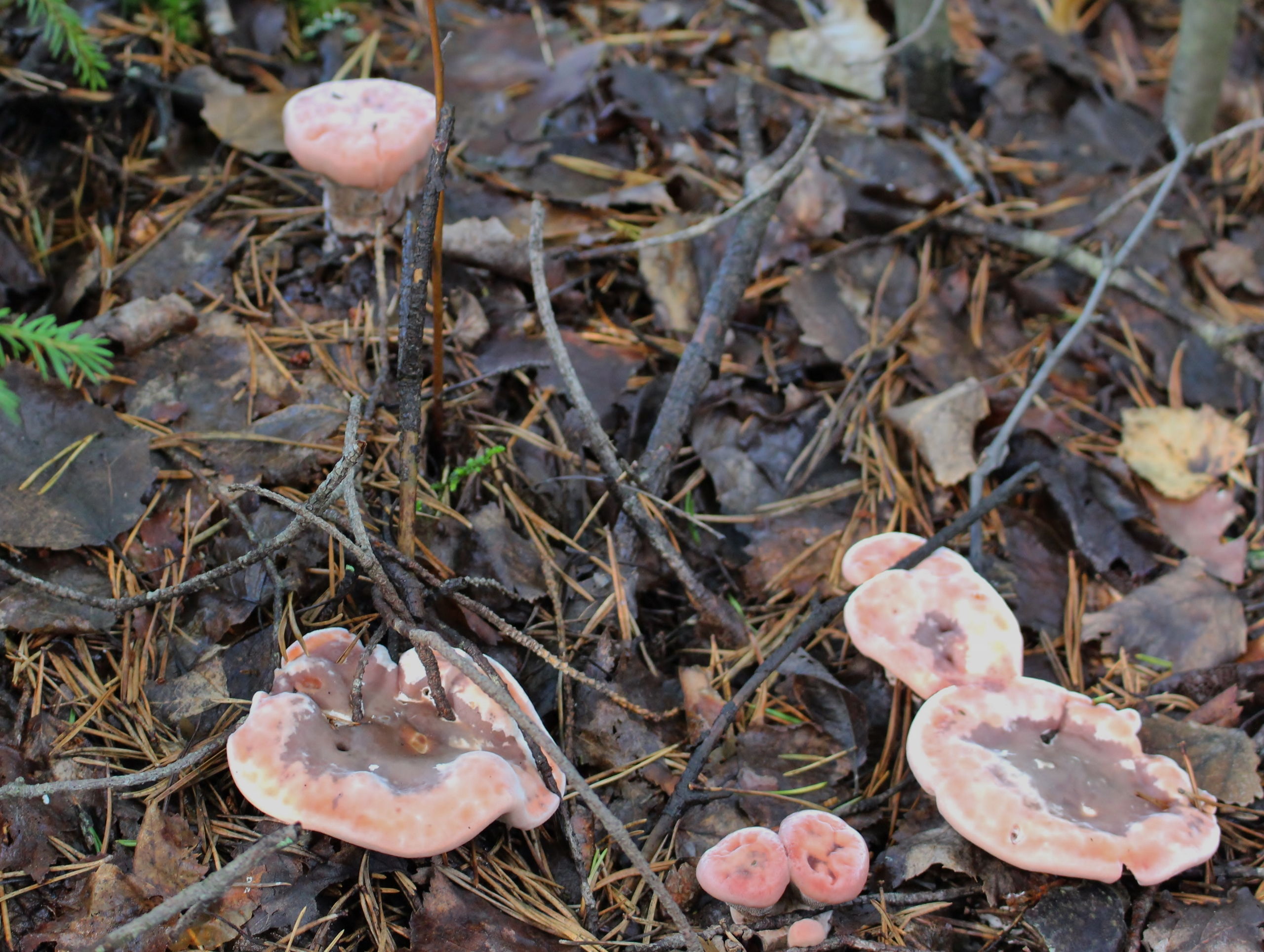
子実体は単独で、散開して、あるいは集合して生育する。

子実体は針葉樹の下の地表に、苔やマツの落ち葉に交じり、単独で、散開して、あるいは集合して生育する。後期菌群である。即ちバンクスマツに占められた亜寒帯の森において、林冠が閉じた後、比較的成熟したホストとともに生育し始める。
北アメリカに広く分布し、とりわけ北西部太平洋岸地域でよくみられる。加えてヨーロッパにおいてはイタリア、ドイツ、スコットランドなどで報告されている。2008年におけるイラン、2010年における韓国での発見はヨーロッパと北アメリカ以外では初の報告である。

## 利用
「いちごジャムをあしらったデニッシュ」などと形容される子実体の外見とは裏腹に、その強い苦みから食用とはされない。刺激性は乾燥標本においても保たれている。
H. pecki 及びその他のチャハリタケ属のキノコはキノコを用いた染物において珍重される。その色合いは媒染剤を用いないときはベージュであり、媒染剤の種類によっては青や緑にもなりうる。

## 化学

アトロメンチンの構造式

抽出物のスクリーニングにより、効果の高い抗凝固剤であるアトロメンチン(2,5-ジヒドロキシ-3,6-bis(4-ヒドロキシプレニル)-1,4-ベンゾキノン)の存在が明らかになった。この物質の生物活性はよく知られている抗凝固剤ヘパリンのそれに類似している。また、アトロメンチンは真正細菌 Streptococcus pneumoniae においてエノイル-アシルキャリアプロテインレダクターゼ(脂肪酸の生合成に不可欠)という酵素を阻害することで抗菌作用を発揮する。
重金属のセシウムを蓄積することができる。あるスウェーデンにおける野外研究では、地表10cmの全セシウムのうち9%が菌糸体の中に含まれていることが分かった。一般に、外生菌根菌は土壌のうち有機物層の上層または有機物層と鉱物層の界面で最もよく繁殖し、有機物の豊かな林床においてセシウム-137の保持と循環に関与している。